# Nuevo Amelco
Nuevo Amelco är en ort i Mexiko.   Den ligger i kommunen Apazapan och delstaten Veracruz, i den sydöstra delen av landet, 270 km öster om huvudstaden Mexico City. Nuevo Amelco ligger 154 meter över havet och antalet invånare är 402.
Terrängen runt Nuevo Amelco är platt åt nordost, men åt sydväst är den kuperad. Runt Nuevo Amelco är det ganska tätbefolkat, med 56 invånare per kvadratkilometer. Närmaste större samhälle är Rinconada, 1,6 km norr om Nuevo Amelco. Omgivningarna runt Nuevo Amelco är en mosaik av jordbruksmark och naturlig växtlighet.